# Kittur Chennamma
Kittur Chennamma (kannada : ಕಿತ್ತೂರು ರಾಣಿ ಚೆನ್ನಮ್ಮ, née le 23 octobre 1778 et morte le 21 février 1829) est la reine de Kittur (en), un ancien État princier du Karnataka. Elle est connue pour avoir dirigé une armée lors de l'attaque de la Compagnie britannique des Indes orientales en 1824 pour assurer le contrôle de la région par les peuples indiens. Lors du troisième assaut, son armée est vaincue et elle est faite prisonnière. Elle meurt en détention. Une des premières dirigeantes à se rebeller contre les Britanniques, elle devient une héroïne du Karnataka et un symbole des indépendantistes indiens.
Dans l'Etat du Karnataka, elle est célébrée avec Rani Abbakka Chowta, Keladi Chennamma (en), Chennabhairadevi et Onake Obavva (en), comme une des plus grandes femmes guerrières et patriotes.

## Biographie
Chennamma naît dans une famille Lingayat à Kakati, un petit village du district de Belgaum, dans la région de Karnataka. Dès le plus jeune âge, elle apprend le tir à l'arc, le combat à l'épée et l'équitation. Elle épouse le Raja Mallasarja, dont il s'agit des secondes noces, à l'âge de quinze ans. Chennamma devient par cette occasion la reine, ou Rani, de Kittur. 
Mallasarja et Chennamma ont un fils. Mallasarja meurt en 1816, alors que son fils est encore enfant. Quelques années plus tard, l'héritier tombe à son tour malade et meurt en 1824. Gardant d'abord cette mort secrète, Chennamma adopte un garçon, Shivalingappa, qu'elle nomme héritier du trône : les souverains locaux ont traditionnellement la possibilité de choisir leur successeur s'ils n'ont pas donné naissance à un garçon. Elle annonce ensuite la mort de son fils et l'adoption de Shivalingappa aux Britanniques. La Compagnie britannique des Indes orientales n'accepte pas cette adoption et tient à appliquer la doctrine de l'interruption, comptant donc prendre le contrôle de la région laissée sans héritier masculin après la mort de la souveraine. La raison de ce refus est que l'adoption a eu lieu après la mort du fils de Chennamma ; cette dernière n'étant que la femme d'un dirigeant, elle n'a pas de légitimité pour nommer un héritier. Une autre raison avancée est qu'il faut que l'enfant soit le fils biologique du véritable souverain pour être légitime. La Compagnie britannique des Indes orientales annonce donc son intention d'annexer l'État de Kittur, 24 ans avant l'officialisation de la doctrine de l'interruption par James Broun-Ramsay. Il s'agit peut-être du premier cas d'application de cette doctrine. 
Les Britanniques ordonnent d'abord à Chennamma d'exiler son fils adoptif, mais elle refuse. Elle envoie une lettre à Mountstuart Elphinstone pour plaider sa cause, mais sa requête ne reçoit pas de réponse immédiate,,. Les Britanniques exigent alors de garder les trésors et joyaux de Kittur en caution pendant le jugement, puis acceptent de rendre son trône à Chennamma à condition que la région tombe sous le régime du Raj après sa mort, ce qu'elle refuse. St John Thackeray (en), commandant sur place, demande des renforts à Dharwad. L'essentiel de l'armée étant occupé à mater une rébellion en Birmanie, il n'obtient d'abord qu'une demi-compagnie. Il négocie ensuite une compagnie entière, arguant avoir remarqué des signes de mécontentement au sein de la population lors d'une fête hindoue. Il obtient enfin une troupe de cavalerie,. L'assaut a lieu le 22 octobre 1824, les forces britanniques sont écrasées et Thackeray est tué par le lieutenant de Chennamma, Amatur Balappa,,, d'une balle dans le bas-ventre. Deux officiers britanniques, Walter Elliot et un certain Stevenson, sont faits prisonniers, ; ils sont amenés devant les forces britanniques, de façon que les Britanniques doivent arrêter de tirer pour ne pas les tuer. Chennamma relâche tous les prisonniers, sauf Elliot et Stevenson, en échange d'une promesse que les Britanniques laisseront Kittur en paix,.
En décembre 1824, les Britanniques reviennent avec une armée bien plus imposante comportant des unités d'artillerie, de cavalerie et des cipayes de Chennai et de Bombay,. Le 2 décembre, Chennamma fait libérer les deux derniers prisonniers. Les Britanniques attaquent le 3 décembre et la ville de Kittur tombe le 4 décembre, alors que des membres de la famille de Channamma la trahissent en fournissant les plans du fort de Kittur aux envahisseurs,. D'autres traîtres, Vankata et Mallapa Rao, mélangent la poudre à canon à de la bouse de vache. Chennamma combat à nouveau aux côtés de son général Sangolli Rayanna (en), mais tous les deux doivent capituler devant l'armée britannique, trop nombreuse ; Rayanna continuera à se battre sans elle jusqu'à être capturé et pendu par les Britanniques en 1829,. Le 5 décembre 1824, les Britanniques envahissent Kittur et s'y installent durablement. Rayanna continue à s'opposer aux Britanniques pendant plusieurs années avec des tactiques de guérilla. 
Chennamma est capturée et emprisonnée au fort de Bailhongal (en). En captivité, elle s'occupe en lisant des livres sacrés du hindouisme. Sa santé se détériore et elle meurt en captivité le 21 février 1829,.

## Postérité

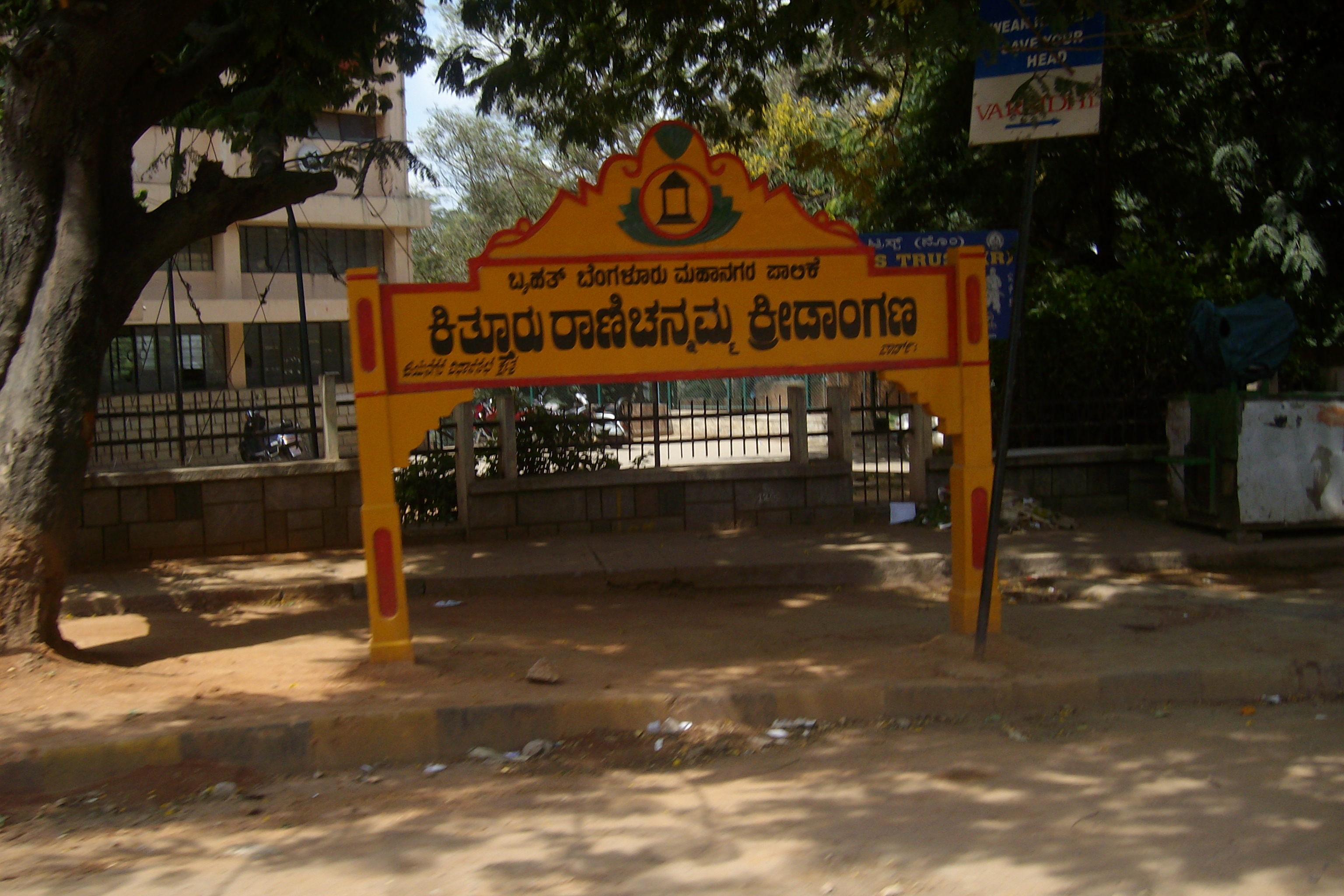
Le rue Rani Chennamma à Bangalore

Chaque année, le festival Kittur Utsav se tient du 22 au 24 octobre en hommage à la première victoire de Chennamma contre les Britanniques. Chennamma est enterrée à Bailhongal et sa tombe est entourée d'un petit parc entretenu par le gouvernement indien. Cependant, la ville a laissé à l'abandon le fort de Kittur et la maison de Chennamma à Kakati. La tombe de Chennamma n'indique ni sa date de naissance, ni ce qu'elle a fait.
Chennamma est la première dirigeante indienne à mener une rébellion armée, plus de 30 ans avant la première guerre d'indépendance contre les Britanniques. Pour cette raison, elle est aujourd'hui vue comme la précurseure de l'indépendance de l'Inde. Chennamma est souvent considérée comme l'inspiration de Lakshmi Sahgal et à Lakshmî Bâî, deux autres combattantes indépendantistes illustres.
L'épée de Kittur Chennamma est perdue : selon les sources, elle serait conservée à Kittur ou au Musée de Londres. L'une des deux versions est une copie, mais l'originale n'est pas reconnaissable. L'exemplaire de Kittur est gardé de près et sorti en public une fois par an, à l'occasion de l'Ayudha Puja (en). Une autre théorie suggère que les deux épées sont fausses, Kittur Chennamma ayant été faite prisonnière alors qu'elle n'était pas armée.
En 1962, un drame historique en kannada intitulé Rani Chennamma ou Kittur Chennamma, selon les éditions, retrace une partie de sa vie,. Elle inspire également des chansons folkloriques.

## Hommages

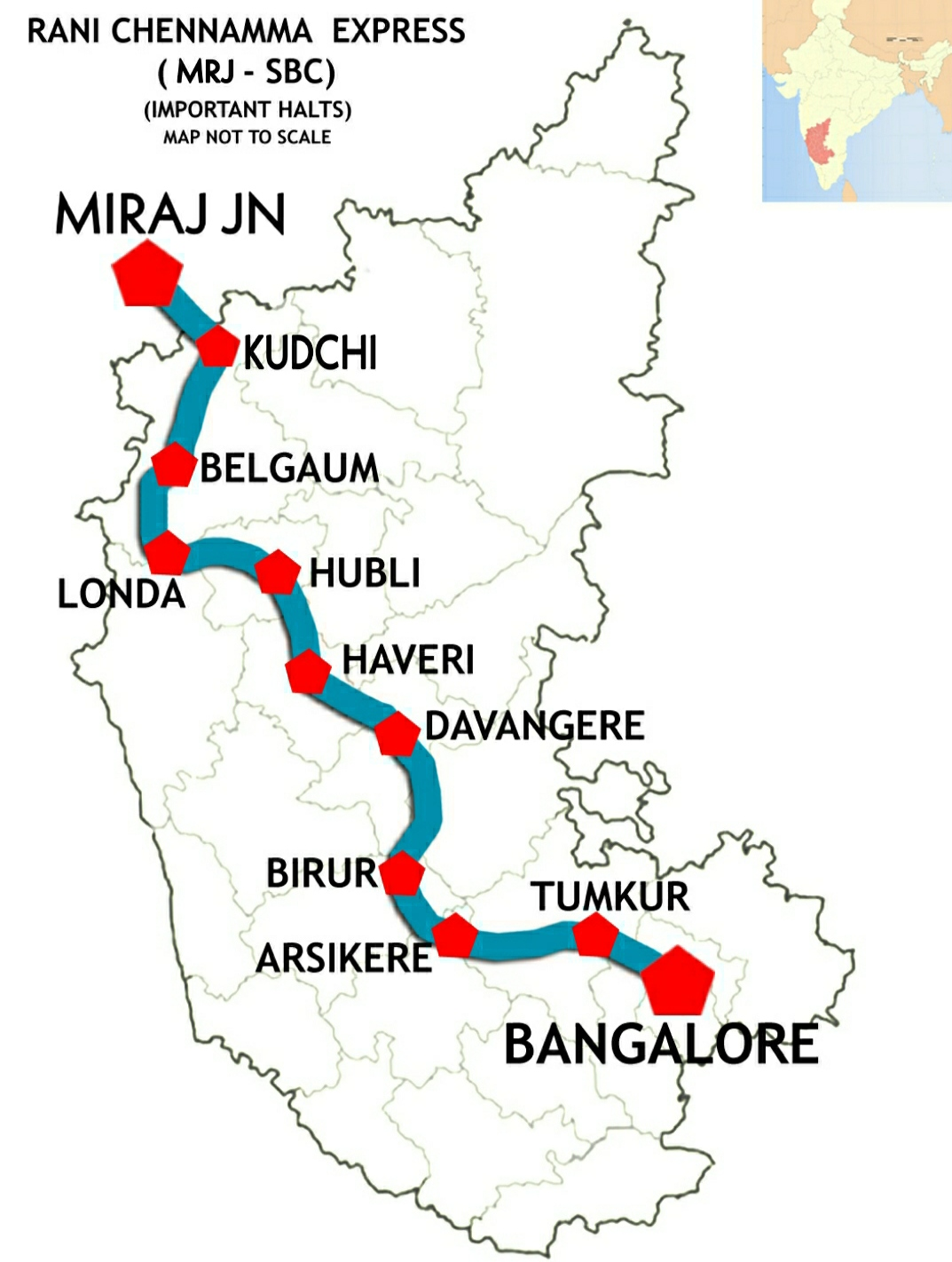
L'itinéraire du Rani Chennamma Express.

Le 11 septembre 2007, une statue de Chennamma sculptée par Vijay Gaur (en) est inaugurée au Parlement indien à New Delhi par Pratibha Patil,,. Deux autres statues d'elle sont érigées, une à Bangalore et l'autre à Kittur.
Un train porte également le nom de Rani Chennamma Express. Quotidien, il relie les villes de Kolhapur et de Bangalore.